# 長岡勝
長岡 勝（ながおか まさる、1962年8月6日 - ）は、北海道出身の元スキージャンプ選手。

## プロフィール
札幌市立幌東中学校、東海大四高、日本大学を経て北海道拓殖銀行。
1984年サラエボオリンピック、1988年カルガリーオリンピック代表。

## 主な成績
- 1984年サラエボオリンピック
  - 70m級22位
  - 90m級43位
- 1988年カルガリーオリンピック
  - 70m級25位
  - 90m級48位
  - 団体11位
- スキージャンプ・ワールドカップ
  - 1986/1987シーズン総合37位
  - 1987.01.24 札幌・宮の森の8位が最高
- ノルディックスキージュニア世界選手権
  - 1979 Mt. St.Anne(CAN) 27位
  - 1980 Oernsk dsvik （SWE) 4位

- 主な優勝
  - 1977.02.25 第47回宮様スキー大会国際競技会70m級中学生の部 優勝
  - 1979.01.06 第6回HTB杯ジャンプ大会少年組 優勝
  - 1980.01.27 第35回北海道スキー選手権少年組 優勝
  - 1980.02.11 第21回NHK杯ジャンプ大会少年組 優勝
  - 1980.03.16 第15回倶知安町長杯全道ジャンプ大会少年組 優勝
  - 1980.03.29 第8回野沢温泉ジャンプ大会少年組 優勝
  - 1981.01.11 第22回雪印杯全日本ジャンプ大会少年組 優勝
  - 1981.01.17 第33回全道高校スキー大会 優勝
  - 1981.01.24 第8回HTB杯ジャンプ大会少年組 優勝
  - 1981.01.25 第36回北海道スキー選手権少年組 優勝
  - 1981.02.01 第22回NHK杯ジャンプ大会少年組 優勝
  - 1981.02.06 第59回全日本スキー選手権大会70m級少年組 優勝
  - 1981.02.08 第59回全日本スキー選手権大会90m級少年組 優勝
  - 1981.02.15 第30回全国高校スキー大会 優勝
  - 1982.12.19 第2回クナイスル杯ピヤシリジャンプ大会 優勝
  - 1983.01.16 第22回STVカップ国際スキージャンプ競技大会 優勝
  - 1986.03.29 第14回野沢温泉ジャンプ大会成年組 優勝
  - 1987.01.27 第42回北海道スキー選手権成年組 優勝
  - 1987.02.22 第42回国民体育大会冬季大会成年A 優勝